# Делејно (Минесота)
Делејно (енгл. Delano) град је у америчкој савезној држави Минесота.

## Демографија
По попису из 2010. године број становника је 5.464, што је 1.627 (42,4%) становника више него 2000. године.
| Група             | 2000.         | 2010.         |
| Белци             | 3.745 (97,6%) | 5.216 (95,5%) |
| Афроамериканци    | 13 (0,3%)     | 21 (0,4%)     |
| Азијати           | 11 (0,3%)     | 53 (1,0%)     |
| Хиспаноамериканци | 35 (0,9%)     | 75 (1,4%)     |
| Укупно            | 3.837         | 5.464         |